# کوشک

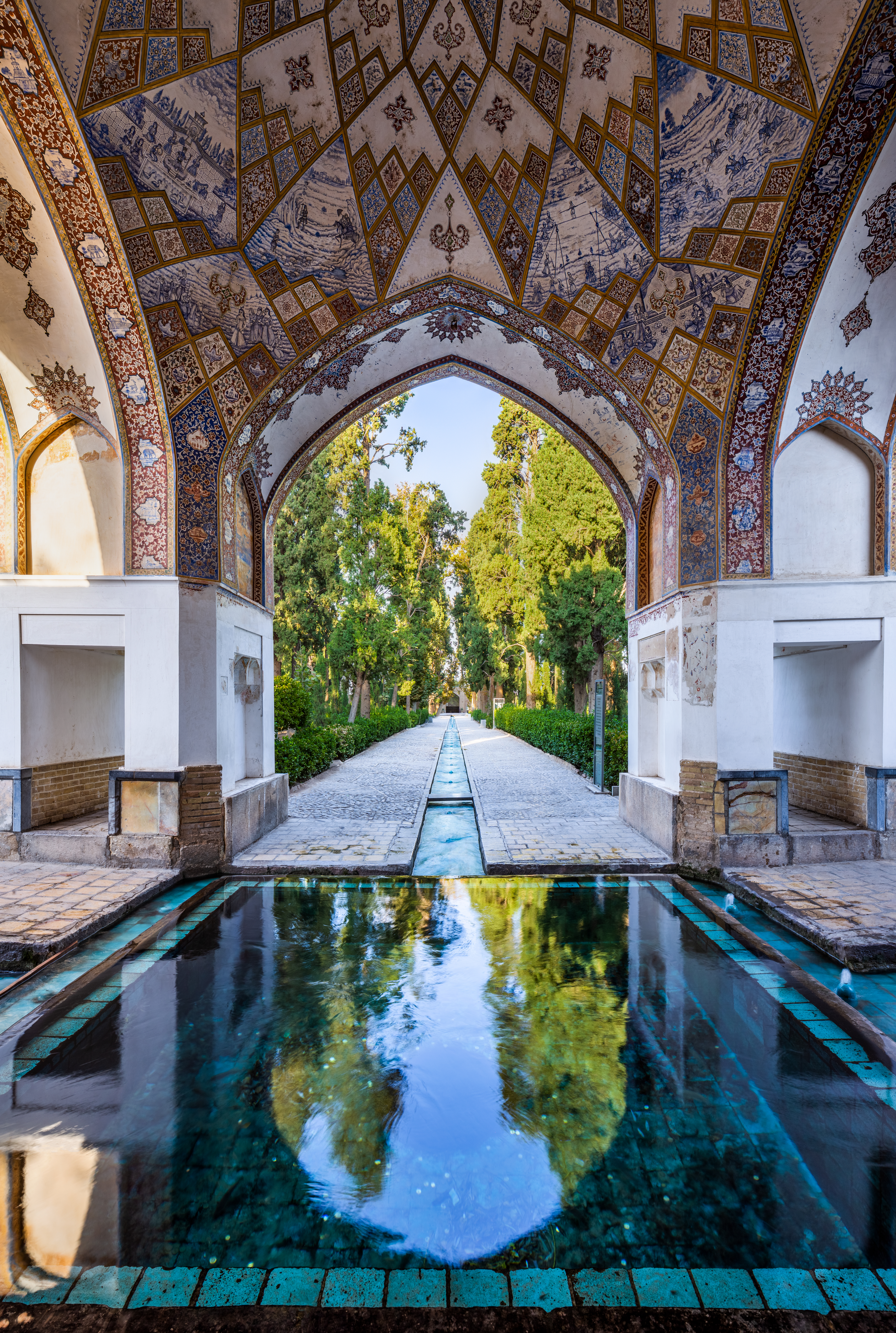
نگاره‌ای از یکی از کوشک‌های باغ فین در کاشان.

«کوشک»، «کیوسک» و «کلاه‌فرنگی» به اینجا تغییر مسیر دارند. برای دیگر کاربردها کوشک (ابهام‌زدایی)، کیوسک (ابهام‌زدایی) و کلاه‌فرنگی (ابهام‌زدایی) را ببینید.
کوشک یا کلاه‌فرنگی نوعی پاویون است که در فضای باز و مشجر قرار دارد. تمام اطراف یا برخی اطراف آن باز است. این نوع معماری سلطنتی در ایران، امپراتوری عثمانی و شبه‌قاره هند دیده می‌شود. کوشک بر سرِ مزارِ درگذشتگان نیز ساخته می‌شود.

## ریشه‌شناسی
کیوسک برگرفته از واژه فارسی میانهٔ کوشک است و علاوه بر این نوع معماری، به اتاقکی گفته می‌شود که در اماکن عمومی قرار داده می‌شود و فروشندهٔ کالا یا ارائه‌دهنده اطلاعات در آن به مراجعان خدمات‌رسانی می‌کند.
کیوسک (kiosque) به معنای باجه فروش، واژه‌ای است که از فرانسوی وارد فارسی شده و خود در اصل کوشک فارسی است که از طریق ترکی به زبان‌های اروپایی رفته است.
واژهٔ «باجه» برابر نهاده و مصوبه فرهنگستان زبان فارسی گیشه فرانسوی است. این واژه تلفظی است از واژه بازه که به معنی روزنه و محفظهٔ پنجره‌دار است و هنوز در زبان تاتی در معنی روزنه استفاده دارد. به کیوسک‌های تلفن، باجه تلفن نیز گفته می‌شود. به باجه‌های فروش بلیط سینما، بیشتر گیشه می‌گویند و به باجه‌هایی که برای فروش موادغذایی و مطبوعات است، دَکّه نیز گفته می‌شود.

## نگارخانه

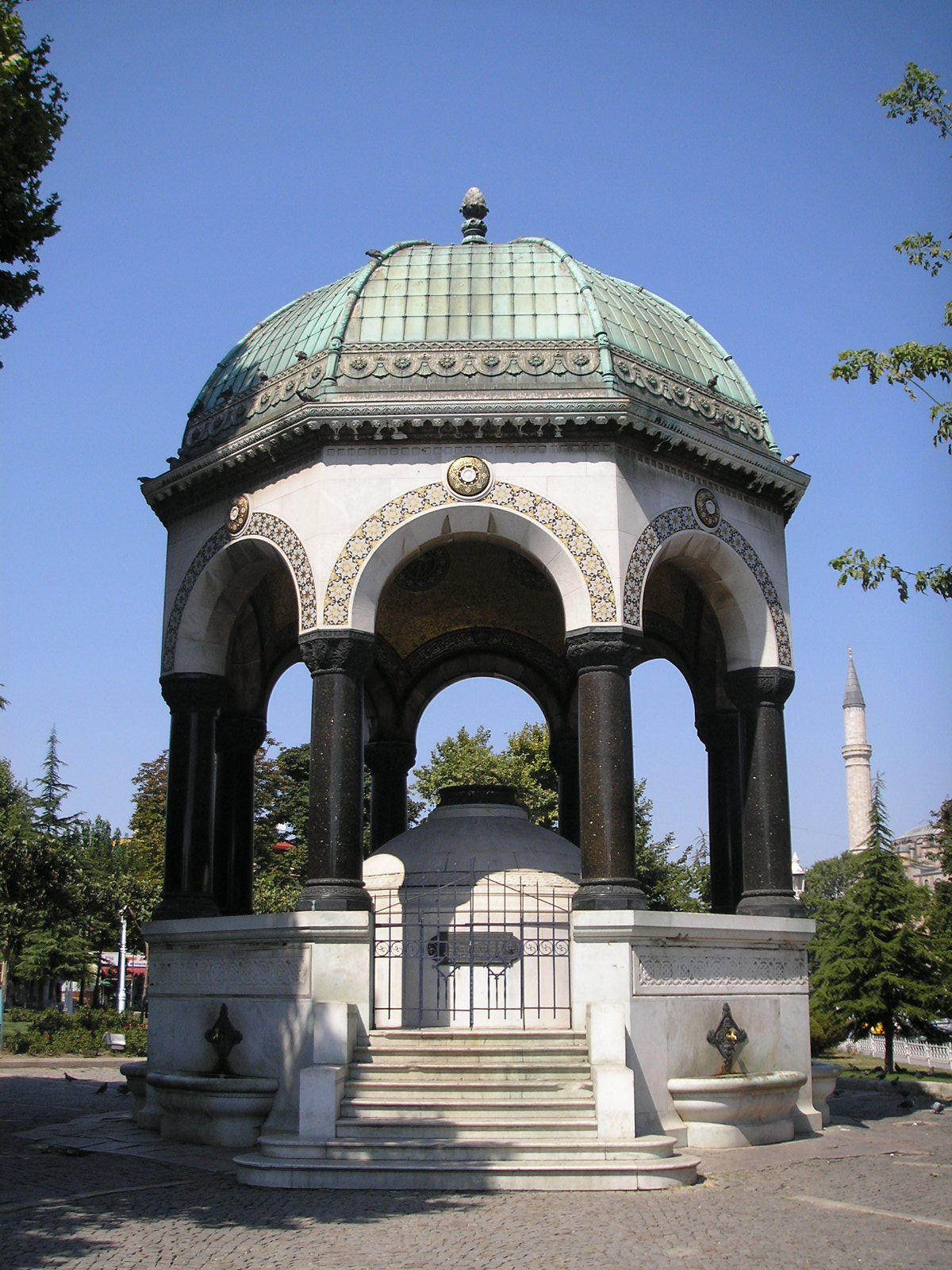
بنایی با معماری کوشک در استانبول
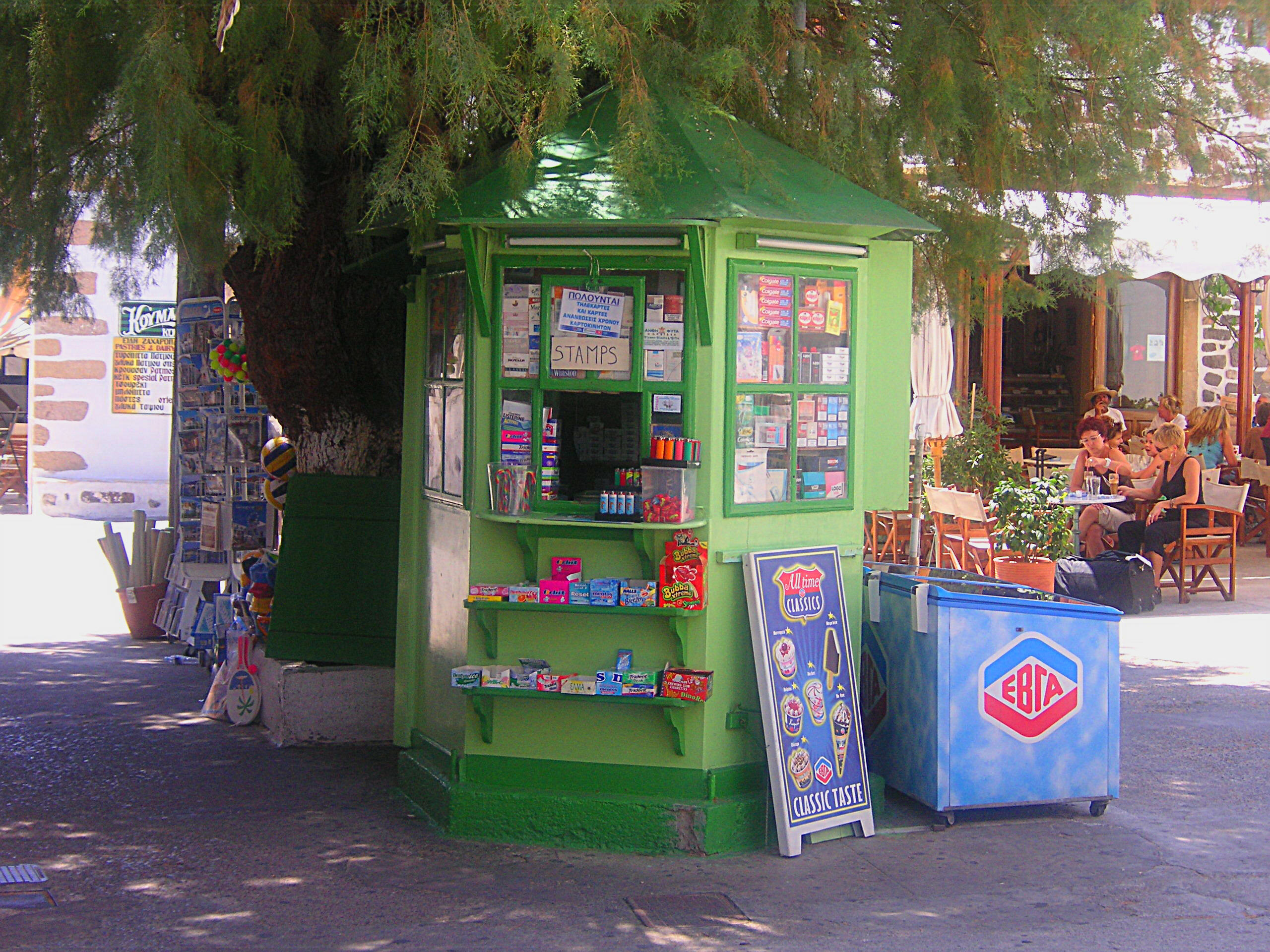
یک کیوسک اغذیه فروشی در یونان
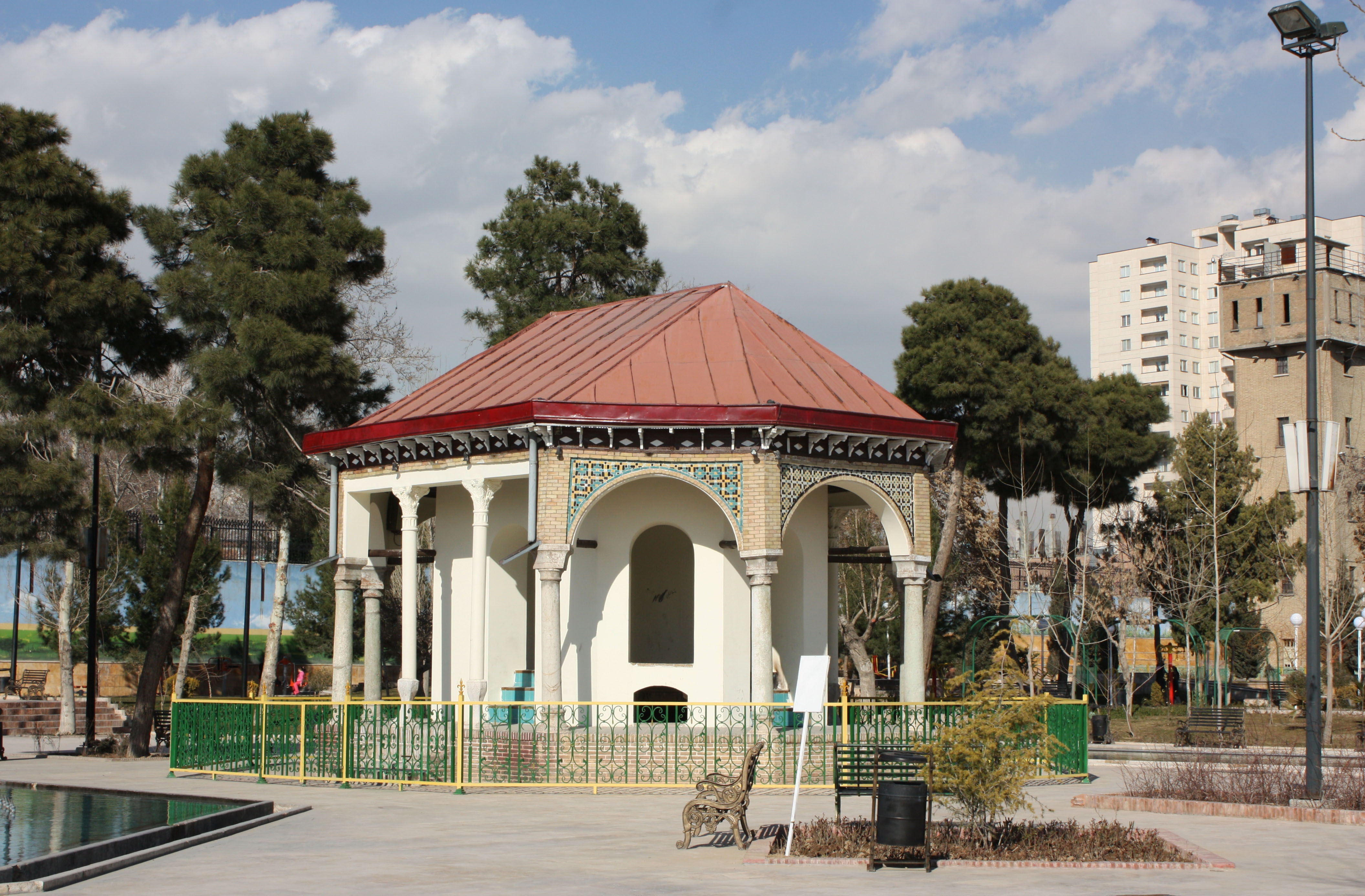
کوشک سلطنتی، تنها بازمانده قصر قاجار
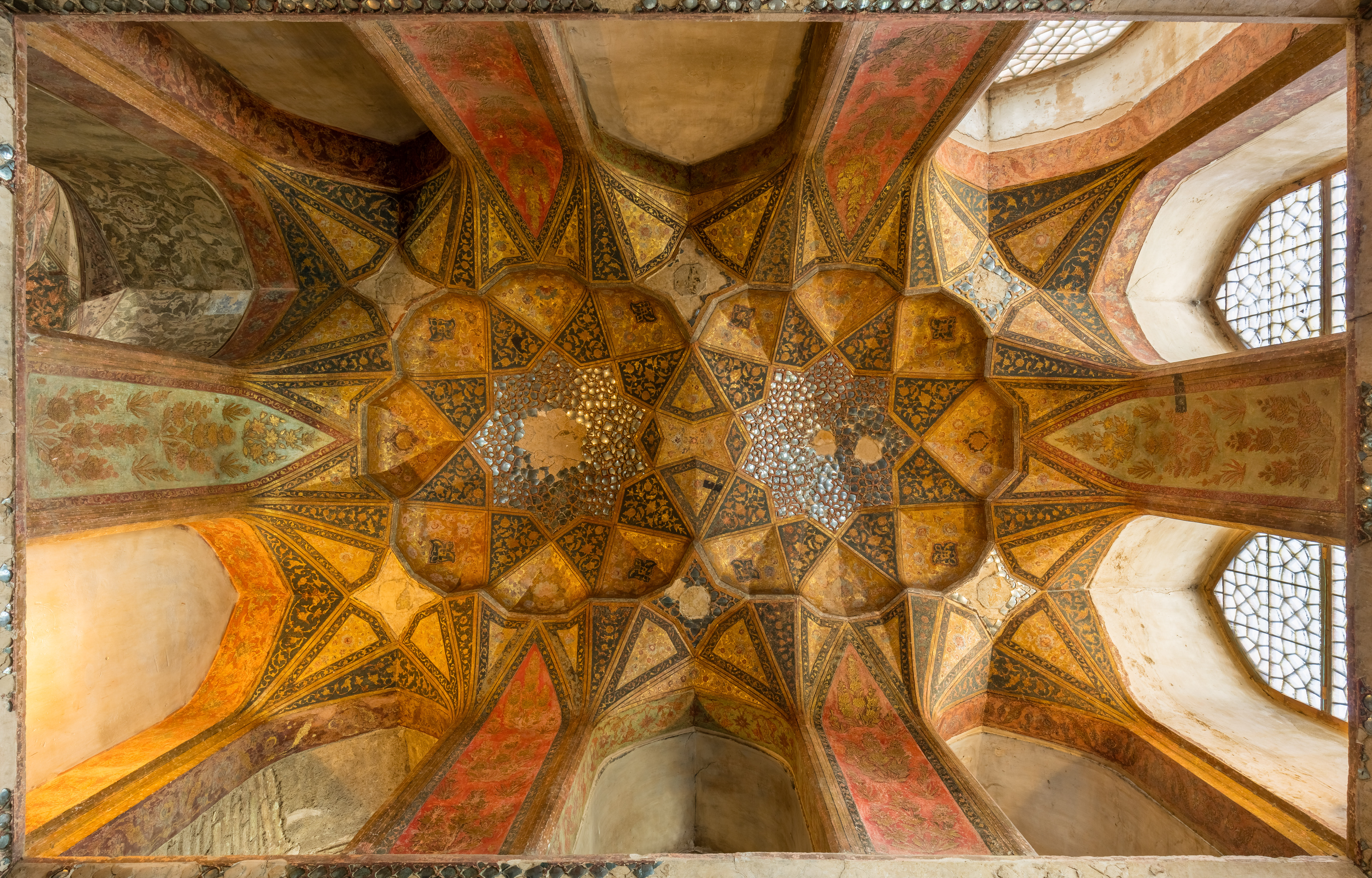
نمایی از سقف یکی از تالارهای کاخ هشت بهشت